# Le Grand Pardon
Pour les articles homonymes, voir Le Grand Pardon (homonymie).
Série
Le Grand Pardon 2
(1992)
Pour plus de détails, voir Fiche technique et Distribution.
Le Grand Pardon est un film français d'Alexandre Arcady, sorti en 1982.

## Synopsis
Raymond Bettoun, un juif pied-noir du sud de la France, est à la tête du clan Bettoun, une famille maffieuse qui évolue dans le milieu du crime organisé français.
Avec l'aide de son fils Maurice, de ses neveux Jacky Azoulay et Roland Bettoun, de son cousin Albert Zécri, de son ami Pépé et de Samy, son garde du corps, le patriarche du clan Bettoun a la mainmise sur diverses affaires louches : la gestion de casinos, l'organisation de matchs de boxe et de jeux clandestins, mais aussi le proxénétisme et le racket. Par ailleurs, Raymond ne craint pas de maintenir son influence par des règlements de compte sanguinaires contre d'autres clans ennemis, qu'ils soient arabes ou français.
Cultivant « l'esprit de famille méditerranéen » et protègeant son clan mafieux, Raymond Bettoun cherche à évincer son concurrent Manuel Carreras du casino de Biarritz. Il y parvient en faisant évader de prison le truand surnommé le « Sacristain » qui a juré la mort de Carreras (car ce dernier l'avait « balancé » aux flics), mais aussi en achetant les hommes de main de son adversaire. Dépouillant Carreras de son casino, Raymond Bettoun s'impose alors dans le milieu. Mais, dans l'ombre, l'ambitieux Pascal Villars, cherchant à supplanter les Bettoun, a juré leur perte.
Aidé du « Sacristain », Villars parvient à dresser le clan des Arabes de la ville contre celui des Juifs. Pour cela, il soudoie Jacky Azoulay, un proxénète affilié à Raymond, pour faire travailler ses prostituées sans que ce dernier ne le sache. Freddy Ambroisi, un ancien chanteur de charme sur le retour et ami de Raymond, tente de prévenir le caïd. Dans le même temps, une autre personne est au courant des manigances de Jacky, William Benamou. Alors que Benamou tente de faire chanter Jacky, ce dernier le tue, faisant croire à un assassinat perpétré par autre clan.
Le plan de Pascal Villars semble fonctionner : Raymond Bettoun devient persuadé que ce sont les arabes qui ont tué Benamou. Voulant en avoir le cœur net, il sollicite un entretien avec Bouli, le caïd du clan des mafieux arabes de la ville. Mais, lors de l'entrevue, Bouli lui jure qu'il n'y est pour rien ; le connaissant depuis longtemps et étant assuré qu'il ne lui a pas menti, Raymond accepte ses dires.
Parallèlement, le commissaire Duché, surveillant ce panier de crabes, essaye de démanteler ces clans et d'en incarcérer les membres.
L'étau se resserre autour de Jacky Azoulay. Quand Roland Bettoun l'interroge au sujet des prostituées et de Freddy, Jacky prend peur et enlève dans un parking la femme de Freddy, Colette, pour faire pression sur celui-ci. Mais, à la sortie du parking, Jacky est pris en chasse par une voiture conduite par le « Sacristain » qui, avec l'aide de Bobiack, les interceptent et les capturent.
Freddy sollicite alors l'aide de Raymond pour retrouver sa femme enlevée, mais le caïd refuse de faire quoi que ce soit. Peu après, Colette est retrouvée morte, étranglée. Tout le monde accuse Jacky. Le commissaire Duché propose à Freddy de témoigner contre Raymond pour des faits de proxénétisme et de racket, en l'accusant du meurtre de Colette. Raymond est arrêté et confronté à Freddy, qui confirme ses accusations. Parallèlement, Jacky Azoulay est retrouvé mort, égorgé dans le coffre de sa voiture. Les Bettoun ont été prévenus par Pascal Villars.
Constatant la situation qui s'aggrave, Roland Bettoun remet en doute la direction de la famille exercée par le fils de Raymond, Maurice, qu'il juge faible. Ce dernier riposte en lui mettant un coup de tête au visage, lui cassant le nez.
Peu après, une guerre éclate entre les mafieux arabes et juifs de la ville : Roland, agissant de sa propre initiative, abat Larbi le frère de Bouli. En représailles, les arabes coincent un boxeur du clan Bettoun, surnommé la « Guêpe », et le tuent en le noyant dans un tonneau d'huile. Peu après, Roland, qui se cache, appelle Pépé, l'ami de Raymond pour organiser un rendez-vous afin de mettre fin aux hostilités. Pépé s'y rend avec sa fille Viviane, mais c'est Villars qui les intercepte, aidé du « Sacristain » et de Bobiack, leur tirant dessus depuis leur voiture. Pépé meurt sur le coup ; Viviane est grièvement blessée. Le commissaire Duché consent à relâcher temporairement Raymond pour qu'il tente de ramener le calme dans la ville.
Aux obsèques de Pépé, Roland Bettoun réapparaît et explique à Raymond la situation. Peu après, Bouli arrive chez Raymond avec comme prisonnier Bobiack, qu'il a capturé et interrogé. La situation devient alors claire pour les deux parties : Pascal Villars a tenté de doubler autant Raymond que Bouli. La vengeance se met en place.
Le premier à être abattu est le « Sacristain », tué par Roland Bettoun dans une auberge espagnole de flamenco. Mais ce dernier, pour avoir déclenché les hostilités avec les arabes sans l'accord de Maurice, est victime d'un lancer de couteau à cran d'arrêt dans le dos par un membre du clan arabe, et laissé pour mort sur place. Dans le même temps, Viviane, toujours dans un état grave, quitte l'hôpital pour la résidence des Bettoun. Raymond se rend à son chevet, mais la jeune femme meurt peu de temps après.
Peu de temps avant de retrouver le commissaire Duché qui doit l’amener en prison, Raymond règle son compte avec Pascal Villars. Le clan Bettoun, ayant obtenu son adresse grâce à l'aveu de Bobiack, se rend à sa maison à l'aube et la cerne. Raymond s'introduit dans la maison et arrive jusqu'à la chambre à coucher où il surprend Pascal, endormi dans son lit avec un autre homme. Quelques instants avant de le tuer, Raymond Bettoun ment à Pascal Villars en lui promettant qu'il va l'épargner, étant donné que ce jour est celui du Grand Pardon, Yom Kippour. Mais brusquement, Raymond lui met le canon de son revolver dans la bouche, appuie sur la détente et le tue.
Raymond se rend ensuite à la synagogue pour commémorer le jour de Yom Kippour avec ses proches, puis en sort pour être interpellé par le commissaire Duché, sous l'œil malicieux et étonné du petit Alexandre, son petit-fils (l’enfant de Viviane), qui le regarde partir par la porte entrebâillée.

## Fiche technique
- Titre : Le Grand Pardon
- Réalisation : Alexandre Arcady
- Scénario : Alexandre Arcady, Daniel Saint-Hamont, Alain Le Henry
- Musique : Serge Franklin
- Danses juives : le groupe Adama
- Chorégraphie : Ilan Zaoui
- Chanteur : Maurice Zaoui
- Photographie : Bernard Zitzermann
- Montage : Joële van Effenterre
- Cadre : Gilbert Duhalde
- Son : Guillaume Sciama
- Décors : Jacques Bufnoir
- Assistant-réalisateur : Régis Wargnier
- Mixage : Claude Villand
- Directeur de production : Michel Frichet
- Régisseur général : Ilya Claisse
- Costumes : Christian Gasc
- Production : Ariel Zeitoun et Yannick Bernard
- Société de distribution : Gaumont
- Pays :  France
- Langue : français
- Format : 2,35:1
- Genre : Drame et gangsters
- Date de sortie : France : 27 janvier 1982
- Box-office France : 2 182 198 entrées
- Affiche : René Ferracci (France)

## Distribution
- Roger Hanin : Raymond Bettoun
- Richard Berry : Maurice Bettoun
- Bernard Giraudeau : Pascal Villars
- Jean-Pierre Bacri : Jacky Azoulay
- Gérard Darmon : Roland Bettoun
- Jean-Louis Trintignant : le commissaire Jérôme Duché
- Clio Goldsmith : Viviane Atlan
- Richard Bohringer : Bernard van Eyck, dit le « Sacristain »
- Lucien Layani : Raphaël Atlan, dit « Pépé »
- Anny Duperey : Carole
- Sam Karmann : William Benamou
- Jean Benguigui : Albert Zécri
- Armand Mestral : Freddy Ambrosi
- Blanche Ravalec : Colette Ambrosi
- Robert Hossein : Manuel Carreras
- Saïd Amadis : Larbi
- Philippe Sfez : Élie Bettoun, le frère de Roland
- Alexandre Jouan : Alexandre, l'enfant de Viviane
- Yves Mourousi : lui-même
- Serge Gainsbourg : lui-même
- Alphonse Halimi : lui-même
- Eric Vasberg
- Sidney Boccara : le boxeur du clan Bettoun surnommé la « Guêpe »
- Léon Fima : le rabbin
- Claude Avril : Hélène
- Jean-Claude de Goros : Sammy
- Malek Kateb : Bouli
- Juliette Bentolila : Blanche
- Elie Boniche : Salomon
- Marc Adjadj : Max
- Lionel Rocheman : l'avocat Édouard Grumbert
- Robert Atlan : Gégé
- Serge Feuillard : Bobiack, dit le « Gitan »
- Dragan Roguitch : Delmas
- Sara Stirling : Madeleine
- le groupe Adama

## Autour du film
- On peut aisément comparer cette histoire à celle du film Le Parrain (1972) de Francis Ford Coppola[1] et également la rapprocher de celle des frères Zemour[1]. D’ailleurs, ces derniers, se sentant visés par le film, menacèrent le réalisateur Alexandre Arcady au moment du tournage. Le ministre de l'Intérieur de l'époque, Gaston Defferre, usera de son influence pour que le tournage du film se déroule sans incident[1],[2].
- On peut également rapprocher la scène finale de celle du film Le Clan des Siciliens (1969) d'Henri Verneuil ; en effet, Raymond Bettoun (Roger Hanin) est arrêté sous les yeux du fils de Viviane par le commissaire Duché (Jean-Louis Trintignant), comme Vittorio Manalese (Jean Gabin) par le commissaire Le Goff (Lino Ventura) l'est sous ceux de son petit-fils. Par ailleurs, la première scène du film — l'évasion du Sacristain d'un fourgon cellulaire organisée par le clan Bettoun — n'est pas sans rappeler celle de Roger Sartet (Alain Delon) au début du Clan des Siciliens.
- L'acteur Jean-Louis Trintignant a accepté de jouer dans le film car Alexandre Arcady lui rappelait physiquement Jacques Laffite, un célèbre pilote automobile de l'époque[3].
- Le rôle du commissaire Duché a été initialement proposé à Lino Ventura, qui déclina l'offre. L'acteur Thierry Lhermitte fut également pressenti pour le rôle de Pascal Villars. Il tournera avec Alexandre Arcady cinq ans plus tard dans Dernier Été à Tanger.

## Citations
- Manuel Carreras à Raymond Bettoun : « Arrête tes salamalecs, Bettoun. »
- Raymond Bettoun à Manuel Carreras : « Tu vois comme elles évoluent les choses dans la vie, Manuel. Il y a cinq minutes, tu arrivais avec tes hommes, tu flambais, tu étais numéro un ; regarde maintenant, tu es numéro zéro, t'es rien. »
- Raymond Bettoun au commissaire Duché : « Vous inquiétez pas commissaire ; chez nous, quelques olives, un petit bout de pain, on remercie Dieu. »
- Raymond Bettoun au commissaire Duché : « Je vais vous dire une chose, commissaire : vous faites pitié ! »
- Le commissaire Duché à Raymond Bettoun : « Entre vous et moi, la pitié, ça n'existe pas ! »
- Le commissaire Duché à Raymond Bettoun : « Je ne vous aime pas Bettoun. Vous sentez l'huile. Et j'ai l'odorat délicat. »
- Raymond Bettoun à Pascal Villars :

« Tu n'as pas peur au moins ? T'as aucune raison d'avoir peur. Tu sais pourquoi ? Parce qu'aujourd'hui chez les Juifs, c'est le Kippour. Tu te rends compte de la chance que tu as ? C'est le Grand Pardon... Ce jour-là, le Grand Pardon, on peut rien faire ; ni travailler, ni recevoir de l'argent, ni... rien quoi. Sinon on est rayé du Livre. Aujourd'hui, dans le monde entier, tous les Juifs ils pardonnent à ceux qui leur ont fait du mal. Tous les Juifs. Sauf un, moi. Moi, je pardonne pas ! »